# Michael Anti (Sportschütze)
Michael E. „Mike“ Anti (* 2. August 1964 in Orange) ist ein ehemaliger US-amerikanischer Sportschütze.

## Erfolge
Michael Anti nahm an vier Olympischen Spielen teil. Bei den Olympischen Spielen 1992 in Barcelona belegte er im liegenden Anschlag mit dem Kleinkalibergewehr den 18. Platz. Acht Jahre darauf platzierte er sich in Atlanta im Dreistellungskampf als Neunter und den besten zehn Schützen des Wettbewerbs. 2004 zog er in Athen mit 1165 Punkten als Siebtplatzierter ins Finale des Dreistellungskampfes ein, in dem er der beste Schütze mit 98,1 Punkten war. Dadurch schob er sich noch bis auf den zweiten Platz hinter Jia Zhanbo vor, der seine Führung aus der Qualifikation verteidigte. Anti gewann mit insgesamt 1263,1 Punkten somit die Silbermedaille vor Christian Planer. Im Wettbewerb des liegenden Anschlags kam er derweil nicht über den 24. Platz hinaus. Auch 2008 in Peking verpasste er in dieser Disziplin als Neunter den Finaleinzug, wenn auch nur aufgrund eines schwächeren Schießresultats in einer einzelnen Schussserie.
Bei Weltmeisterschaften gewann Michael Anti 1982 in Caracas seine erste Medaille, als er mit der Mannschaft im knienden Anschlag mit dem Kleinkalibergewehr den Bronzerang belegte. 2002 in Lahti wurde er jeweils im Mannschaftswettbewerb des Dreistellungskampfes mit dem Freien Gewehr und mit dem Kleinkalibergewehr Vizeweltmeister. Äußerst erfolgreich verliefen für ihn die Panamerikanischen Spiele 1991 in Havanna: er gewann in den Einzelwettkämpfen mit dem Kleinkalibergewehr im Dreistellungskampf und im knienden Anschlag jeweils die Goldmedaille und wiederholte diesen Erfolg auch in den jeweiligen Mannschaftskonkurrenzen. Darüber hinaus sicherte er sich mit der US-amerikanischen Mannschaft auch im liegenden Anschlag die Goldmedaille.
Michael Anti trat 1988 in die US Army ein, wo er ins US Army World Class Athlete Program aufgenommen wurde. 2008 nahm er seinen Abschied im Rang eines Majors. Im Anschluss wurde er Schießsporttrainer an der West Virginia University, mit der er weitere Erfolge im Collegesport feierte. Anti ist verheiratet und hat zwei Kinder.